# Jodłów (województwo opolskie)
Jodłów – wieś w Polsce położona w województwie opolskim, w powiecie nyskim, w gminie Otmuchów.
W latach 1975–1998 miejscowość administracyjnie należała do ówczesnego województwa opolskiego. 
Na podstawie dekretu PKWN z 31 sierpnia 1944 zostały utworzone miejsca odosobnienia, więzienia i ośrodki pracy przymusowej dla „hitlerowskich zbrodniarzy oraz zdrajców narodu polskiego”. Obóz pracy nr 109 Ministerstwo Bezpieczeństwa Publicznego utworzyło w Jodłowie. 

## Zabytki
Do wojewódzkiego rejestru zabytków wpisany jest:
- kaplica Męki Pańskiej, z XVIII w., która wraz z wsią należy do parafii Łąka.